# Bineta Diedhiou
Pour les articles homonymes, voir Diedhiou.
Bineta Diedhiou, née le 8 janvier 1986 à Dakar, est une taekwondoïste sénégalaise.

## Carrière
Bineta Diedhiou est médaillée d'argent aux Jeux africains de 2003 à Abuja en moins de 55 kg puis médaillée de bronze des moins de 59 kg aux Championnats du monde de taekwondo 2005 à Madrid et médaillée d'argent des moins de 55 kg aux Jeux africains de 2007 à Alger. Elle reçoit le prix du Lion d'or en 2007, attribué au meilleur sportif sénégalais de l'année.
Aux Jeux olympiques d'été de 2008 à Pékin, dans lesquels elle est le porte-drapeau de la délégation sénégalaise à la cérémonie d'ouverture, elle est éliminée en quarts de finale par l'Italienne Veronica Calabrese.
La Sénégalaise remporte la médaille d'or des Championnats d'Afrique de taekwondo 2009 à Yaoundé, la médaille de bronze des Championnats d'Afrique de taekwondo 2010 à Tripoli et la médaille d'argent des Jeux africains de 2011 à Maputo en moins de 57 kg.
Elle est battue au premier tour des Jeux olympiques d'été de 2012 à Londres en moins de 57 kg par la Finlandaise Suvi Mikkonen et médaillée d'or aux Championnats d'Afrique de taekwondo 2012 à Antananarivo dans cette même catégorie.
Elle est médaillée d'or aux Jeux africains de 2015 à Brazzaville en moins de 57 kg. Elle est médaillée de bronze des moins de 57 kg aux Championnats d'Afrique de taekwondo 2018 à Agadir.